# Oszkár Jászi

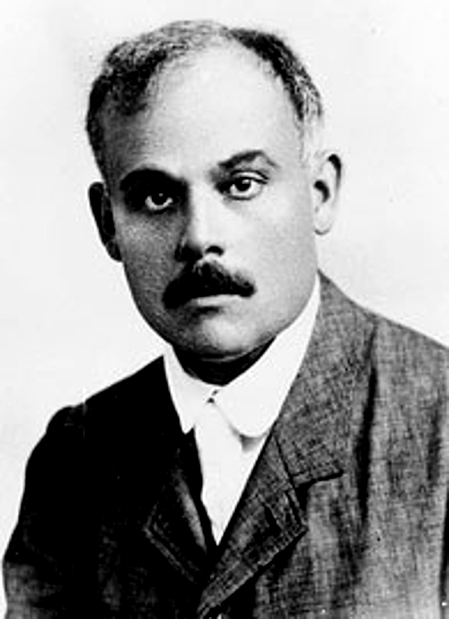
Oszkár Jászi

Oszkár Jászi (Nagykároly, 2 maart 1875 - Oberlin (Ohio), 13 februari 1957) was een Hongaars schrijver, politicus en socioloog.

## Biografie
Jászi kwam uit een hoogopgeleide familie en studeerde zelf aan verschillende universiteiten in Boedapest, Frankrijk en Engeland. Na zijn terugkeer in Hongarije ging hij aan de slag op het ministerie van Landbouw, tot 1911.
Hij was bevriend met Ervin Szabó en de dichter Endre Ady. Van 1913 tot 1918 was hij getrouwd met dichteres en kunstenares Anna Lesznai, waarmee hij drie zonen had. Oszkár Jászi was hoofdredacteur van het tijdschrift Huszadik század ("De twintigste eeuw") en voorzitter van de Radicale Burgerpartij. Tijdens de burgerlijk-democratische Asterrevolutie in 1918 behoorde hij tot de Hongaarse Nationale Raad. In 1918 en 1919 was hij minister in het kabinet van de democratische premier Mihály Károlyi. In 1919 werd hij benoemd tot hoogleraar sociologie aan de Universiteit van Boedapest. Na de val van de Hongaarse Radenrepubliek week hij uit naar Wenen en in 1924 naar de Verenigde Staten, waar hij hoogleraar sociologie werd aan het Oberlin College.